# Noah (duo)
 For alternative betydninger, se NOAH. (Se også artikler, som begynder med NOAH)
NOAH var et dansk popband. Noah blev dannet som en duo i 2008 af Troels Gustavsen og sangskriver og keyboardspiller Lasse Dyrholm. De brød igennem i 2012 med hitsinglerne "Alt er forbi" og "Over byen" fra deres selvbetitlede debutalbum. I slutningen af 2015 forlod Lasse Dyrholm duoen og Troels Gustavsen fortsatte alene Noah indtil 2020.

## Medlemmer
- Lasse Dyrholm: klaver, electronic sound effects (2008–2015)
- Casper Lindstad: electronic sound effects, production (2016)
- Troels Gustavsen: vokal (2008–2020)

Tidslinje

## Karriere

### Tidlig karriere (2006–2008)
I juni 2005 mistede Troels Gustavsen sin far i en trafikulykke. Det fik ham til at skrive sange med udgangspunkt i sorgen: "Alle mine tanker omkring den oplevelse kom ned i sangene. Lige pludselig blev det den ting, jeg skrev om: Om det at miste helt pludseligt." Han lagde sangene ud på internettet, blev kontaktet af producer Casper Lindstad og fik en pladekontrakt med selskabet Noob Factory. I marts 2007 udkom debutalbummet Soon.

### Gennembrud som duo (2008–13)
I 2006 mødte Troels Gustavsen og Lasse Dyrholm hinanden på Nykøbing Katedralskole. I 2008 begyndte de deres musikalske samarbejde. I 2011 lagde de sangen "Alt er forbi" ud på YouTube. Efter sangen havde spredt sig via Facebook, blev duoen kontaktet af flere pladeselskaber. Noah skrev kontrakt med Copenhagen Records, og efter at have omskrevet "Alt er forbi" udkom sangen som duoens debutsingle den 30. januar 2012. "Alt er forbi" blev langsomt et hit på de danske download- og streaming-hitlister. Sangen tilbragte 22 uger på download-listen, med en 14. plads som den højeste placering. Singlen har modtaget guld for 15.000 downloads og dobbelt platin for over 3,6 millioner streams.
Den 10. september 2012 udkom "Over byen" som duoens anden single fra deres kommende debutalbum. "Over byen" har ligeledes modtaget guld for download og dobbelt platin for streams. Singlen blev et regulært radiohit med en andenplads som højeste placering på den danske airplaychart.
Den 20. maj 2013 udkom duoens debutalbum, Noah. Albummet gik direkte ind som nummer to på den danske album-hitliste, og modtog i oktober 2015 guld for 10.000 solgte eksemplarer.

### Fra duo til solist (2014-2019)
Noah udsendte i april 2015 singlen "Før vi falder". Sangen var den ottende mest spillede danske sang i dansk radio i 2015. I november 2015 udkom singlen "På vej hjem", der ligeledes blev et stort radiohit.
Den 31. december 2015 annoncerede Noah, at Lasse Dyrholm havde forladt duoen for at forfølge "andre kreative opgaver".
I juni 2016 udkom singlen "Vi brænder", der er den første siden Lasse Dyrholm forlod gruppen. Den blev valgt af Team Danmark til at være den officielle danske OL-sang ved OL i Rio.
Noah deltog i 2016-udgaven af TV 2-programmet Toppen af Poppen, der havde premiere den 28. august 2016.

### Opbrud (2020)
Fra d. 16. oktober 2020 valgte Troels Gustavsen at udgive musik under sit eget navn og udtalte til P3, at han fremover ville sende musik ud i eget navn frem for bandet NOAH. Hans første single som solist hed Knuste Hjerter. Sangen nåede dog ingen placering på hitlisten.

## Diskografi

### Album
| Titel | Album detaljer                                                                    | Højeste placering | Certificering |
| Titel | Album detaljer                                                                    | Danmark           | Certificering |
| ----- | --------------------------------------------------------------------------------- | ----------------- | ------------- |
| Noah  | - Udgivet: 20. maj 2013 - Selskab: Copenhagen Records - Format: CD, download      | 2                 | - 2×Platin    |
| 1988  | - Udgivet: 18. november 2016 - Selskab: Copenhagen Records - Format: CD, download | 3                 | - 2×Platin    |

### Singler
| År                                                               | Titel                | Højeste placering | Højeste placering | Certificering                             | Album             |
| År                                                               | Titel                | DK Download       | DK Airplay        | Certificering                             | Album             |
| ---------------------------------------------------------------- | -------------------- | ----------------- | ----------------- | ----------------------------------------- | ----------------- |
| 2012                                                             | "Alt er forbi"       | 14                | 18                | - Guld (download) - 2× Platin (streaming) | Noah              |
| 2012                                                             | "Over byen"          | 8                 | 2                 | - Guld (download) - 2× Platin (streaming) | Noah              |
| 2013                                                             | "Det' okay"          | 2                 | 10                | - Guld (download) - 2× Platin (streaming) | Noah              |
| 2013                                                             | "Endnu en nat"       | 71                | —                 |                                           | 1988              |
| 2015                                                             | "Før vi falder"      | 6                 | 1                 | - Guld                                    | 1988              |
| 2015                                                             | "På vej hjem"        | 81                | 6                 | - Platin                                  | 1988              |
| 2016                                                             | "Vi brænder"         | —                 | —                 |                                           | 1988              |
| 2016                                                             | "Kære mor"           | 81                | —                 | - Guld                                    | 1988              |
| 2017                                                             | "Vend dig om"        | 92                | —                 |                                           | 1988              |
| 2017                                                             | "Ved det godt"       | 18                | 20                | - Guld                                    | Non-album singles |
| 2018                                                             | "Undskyld"           | —                 | —                 |                                           | Non-album singles |
| 2019                                                             | "83"                 | —                 | —                 |                                           | Non-album singles |
| 2019                                                             | "Alle går i stykker" | 93                | —                 |                                           | Non-album singles |
| 2019                                                             | "I morgen"           | —                 | —                 |                                           | Non-album singles |
| 2020                                                             | "Ensom forevigt"     | —                 | —                 |                                           | Non-album singles |
| 2025                                                             | "Tsunami"            | —                 | —                 |                                           |                   |
| "—" markerer en udgivelse der ikke opnåede en hitlisteplacering. |                      |                   |                   |                                           |                   |